# طواف إسبانيا 2003
طواف إسبانيا 2003 هو سباق دراجات هوائية أقيم في إسبانيا سنة 2003، تكون السباق من 21 مرحلة وامتدّ لمسافة 2957 كم بسرعة 42.55 كم/س، استغرق السباق 69 ساعة 31 دقيقة 52 ثانية. فاز به الإسباني روبيرتو إيراس.